# Hinata Miyazawa
Hinata Miyazawa (宮澤 ひなた, Miyazawa Hinata), née le 28 novembre 1999, est une joueuse internationale de football japonaise. Elle évolue actuellement à Manchester United.

## Biographie
Le 11 novembre 2018, elle fait ses débuts avec l'équipe nationale japonaise contre l'équipe de Norvège.
Sélectionnée pour la Coupe du Monde en Australie et Nouvelle-Zélande en 2023, elle se démarque par ses performances. Elle marque notamment 2 buts contre l'Espagne en phase de groupe. Elle reçoit le trophée de meilleure joueuse du match pour deux matchs de Coupe du Monde : contre la Zambie et l'Espagne. Avec cinq buts marqués, elle est désignée meilleure buteuse de la compétition.

## Statistiques
Le tableau ci-dessous présente les statistiques de Hinata Miyazawa en équipe nationale.
| Équipe du Japon | Équipe du Japon | Équipe du Japon |
| Année           | Matchs          | Buts            |
| --------------- | --------------- | --------------- |
| 2018            | 1               | 0               |
| 2019            | 1               | 0               |
| 2020            | 0               | 0               |
| 2021            | 2               | 0               |
| 2022            | 13              | 4               |
| 2023            | 11              | 5               |
| Total           | 28              | 9               |

## Palmarès

### En club
Manchester United
- Vainqueur de la Coupe d'Angleterre en 2024.
- Finaliste de la Coupe d'Angleterre en 2025

### En sélection
- Vainqueur de la Coupe du monde des moins de 20 ans 2018
- Finaliste de la Coupe du monde des moins de 17 ans 2016